# Hans Emil Reclam
Hans Emil Reclam (* 31. März 1881 in Leipzig; † 14. April 1943 ebenda) war ein deutscher Verleger.

## Leben
Sein Vater war der Verleger Hans Heinrich Reclam. Hans Emil besuchte das König-Albert-Gymnasium nur kurzzeitig von Ostern 1891 bis Michaelis 1891. Eine Ausbildung als Buchdrucker absolvierte er in Leipzig, Zürich, Edinburgh und in den USA.
1906 wurden er und sein Bruder Ernst Reclam Gesellschafter der Firma. Von 1906 bis 1943 leitete er die Druckerei im Stammhaus in Leipzig, Inselstraße 22 bis 24.
Am 30. März 1920 starb 80-jährig Hans Heinrich Reclam. Die Firma wurde nun von seinen Kindern Dr. Ernst Reclam und Hans Emil Reclam geleitet.
Der Reclam-Verlag hatte sich nicht nur um die Deutsche Literatur, sondern auch um die Literatur in Österreich verdient gemacht, sodass einzelne Mitglieder des Professorenkollegiums der philosophischen Fakultät der Universität Graz auf den Gedanken kamen, den Juniorchef des Hauses, Hans Emil Reclam, der akademische Studien betrieben, aber den Doktorhut nicht erworben hatte, mit einem Ehrendoktorat auszuzeichnen. Am 5. März 1931 übernahm Reclam die ihm verliehene Würde in dem Bewusstsein der besonderen Pflege, die sein Verlag seit jeher dem österreichischen Schrifttum hat angedeihen lassen. Er dankte für die ihm verliehene hohe Auszeichnung, die für ihn umso wertvoller war, als sie ihm von einer so alten und angesehenen Hochschule des österreichischen Bruderlandes dargebracht wurde. So kam Hans Emil Reclam zu seiner Promotion.
Hans Emil Reclam wurde kremiert und seine Urne im Reclamschen Erbbegräbnis in der IX. Abteilung des Neuen Johannisfriedhofs beigesetzt, von wo sie 1965 nach Stuttgart überführt wurde.